# Panaque
Genre
Panaque est un genre de poissons xylophages de la famille des Loricariidae. Ces espèces se rencontrent dans les eaux douces de l'Amérique du Sud et souvent connues en aquariophilie sous le nom vernaculaire de « Pleco Royal ».

## Description

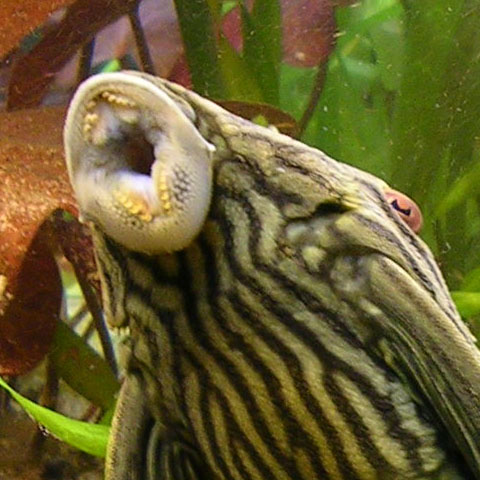
Bouche et dents d'un Panaque nigrolineatus

C'est la denture très particulière du genre qui permet de le déterminer. Panaque nigrolineatus, l'espèce type du genre, et les autres Panaque, sont en effet déterminés par des dents de grande taille, recourbées en forme de "cuillère"; l'animal utilise ces dents comme un rabot, pour "ronger" le bois présent dans leur environnement naturel.
Panaque nigrolineatus est un poisson assez trapu, au dos élevé. La teinte de base est beige verdâtre, ornée de rayures horizontales brun-noir. L'œil est brun-rouge, et pourvu d'un occulum diverticulum, caractéristique de la famille.
Ces poissons fréquentant les eaux calmes, la ventouse buccale est assez réduite.
Les Panaque comptent parmi les espèces de loricariidae de grande taille, avec une longueur moyenne de l'ordre de 35 à 40 cm.
Les espèces de Panaqolus, parfois considérées comme membres à part entière du genre Panaque, sont de taille plus modeste, avec une moyenne de 12 à 15 cm de longueur.

### Nouvelles espèces
Plusieurs Panaque ont été récemment commercialisés sans avoir reçu encore description scientifiques, et sont identifiées dans le commerce, par un numéro de code le "L-number", système de numérotation des nouvelles formes de Loricariidae.
Plusieurs nouvelles formes, appartenant à des espèces connues, ont ainsi été nommée (écotypes de Panaque nigrolineatus, par exemple). Il est possible que plusieurs nouvelles espèces non encore décrites soient ainsi commercialisées sous un L-number.
- Les espèces du genre proche Panaqolus, regroupant tous les "Panaque nains" ont récemment été réintégrées au genre Panaque, encore que cette classification ne fasse pas l'unanimité. Plusieurs observateurs, dont J. Armbruster, ont fait remarquer qu'il n'existait, en dehors de la taille moyenne, aucun critère strict de discrimination, qui justifiait de maintenir l'établissement de deux genres distincts.

Par habitude, et par convention, de nombreuses personnes, notamment les aquariophiles allemands, continuent cependant d'utiliser la dénomination de "Panaqolus", malgré l'absence de réalité scientifique de celle-ci.
- Le genre Scobinancistrus pourrait bien à l'avenir être rapproché du genre Panaque : J. Armbruster a en effet remarqué que la denture si caractéristique du genre est partagée avec les Scobiancistrus, qui possèdent des dents similaires. Cependant, l'usage qu'en font ces poissons est différent, puisqu'il s'agit d'espèces majoritairement carnivores. Sur ces constatations, Armbruster n'a pas recommandé la revision du genre et son intégration dans le genre Panaque.

## Biologie et écologie
Les Panaque fréquentent des eaux calmes, des lacs et cours d'eau peu rapides d'Amérique du Sud. Leur biotope naturel est souvent fortement boisé, et encombré de branches et de racines. On ignore quelle est la part totale du bois dans l'alimentation des Panaque, mais il est certain que toutes les espèces sont, au moins partiellement, xylophages.
Les Panaque utilisent leurs dents en forme de rabot pour littéralement ronger les bois morts présents dans leur environnement. Localement, on les a décrit comme étant capables de s'en prendre au bois des canoës, mais on ignore si cette croyance est fondée ou non.
Une flore intestinale particulière (bactéries et protozoaires) sécrète des enzymes particulières, qui font défaut aux Panaque, et leur permettent de digérer la cellulose du bois. La lignine, elle, n'est pas affectée. Cette alimentation particulièrement riche en fibre aide au transit. C'est donc cette symbiose qui permet aux Panaque de s'alimenter.
On ignore si les Panaque complètent cette alimentation à base de fibres de bois par d'autres aliments, algues ou débris végétaux. Leur utilité en tant que "nettoyeurs" en aquarium est donc plus que contestable, et leur maintenance doit faire l'objet d'une attention particulière.

## Maintenance en aquariophilie
| Origine         | Amérique du Sud      | Eau           | eau douce                              |
| Dureté de l'eau | °GH                  | pH            |                                        |
| Température     | °C                   | Volume mini.  | 450L (Panaqolus : mini 200 L)          |
| Alimentation    | végétarien xylophage | Taille adulte | jusqu'à 45 cm (Panaqolus : 12 à 20 cm) |
| Reproduction    | ovipare              | Zone occupée  | fond                                   |
| Sociabilité     | paisible, craintif   | Difficulté    | délicat (taille, régime alimentaire)   |

Il n'existe pas de "poissons-nettoyeurs" en aquarium. La maintenance des Panaque est possible dans un bac adapté ; un volume de 450 L semble un grand minimum pour P. nigrolineatus et les espèces apparentées. Les espèces plus petites, anciennement du genre Panaqolus sont grégaires, et devraient être maintenues par groupe de quatre ou cinq au moins. Un volume plus restreint, 200L minimum, peut au besoin leur suffire.
Le bac devra être convenablement agencé, avec une bonne part de bois et racines, indispensables à l'alimentation. Par précaution, on évitera une plantation trop fournie, et des plantes trop fragiles : même si l'on ignore si les Panaque peuvent compléter leur alimentation de bois par des plantes, on sait en revanche qu'ils sont capables de les détériorer ou de les déterrer. Quelques Echinodorus robustes, originaires des mêmes biotopes, sont sans doute les plantes les plus susceptibles de convenir aux bacs de maintenance des Panaque.
Ce sont des espèces calmes, et pacifiques. En raison de leur taille, on évitera de leur adjoindre pour compagnons d'autres espèces de fond, susceptibles d'entrer en compétition avec eux, pour la place ou l'alimentation. Les Panaque sont assez craintifs, et pour éviter qu'ils ne se cachent en permanence, mieux vaut ne les introduire qu'en compagnies d'autres espèces calmes, qui ne risqueront pas de les stresser. De petits characidés, par exemple, sont un bon choix possible.
Les Panaque sont particulièrement sensibles aux désinfectants, anti-parasitaires, antibiotiques, et autres traitements. Du fait de leur mode d'alimentation particulier, les traitements médicamenteux peuvent entraîner la mort de l'animal, en le privant de sa flore intestinale symbiotique, le rendant du coup incapable de s'alimenter et digérer sa nourriture.

## Liste des espèces

### Espèces du genrePanaque
Selon FishBase (28 nov. 2017) :
- Panaque armbrusteri Lujan, Hidalgo & Stewart, 2010
- Panaque bathyphilus - Lujan & Chamon, 2008
- Panaque cochliodon - (Steindachner, 1879)
- Panaque nigrolineatus - (Peters, 1877)
- Panaque schaeferi Lujan, Hidalgo & Stewart, 2010
- Panaque suttonorum - Schultz, 1944
- Panaque titan Lujan, Hidalgo & Stewart, 2010

### Espèces du genrePanaqolus
Le genre Panaqolus a fait l'objet d'une révision, et toutes ses espèces intégrées dans le genre Panaque. Bien qu'il n'existe aucun caractère permettant de discriminer le genre Panaqolus, qui justifierait l'établissement d'une telle distinction, cette révision ne fait pas l'unanimité.
- Panaqolus albomaculatus - (Kanazawa, 1958)
- Panaqolus changae - (Chockley & Armbruster, 2002)
- Panaqolus dentex - (Günther, 1868)
- Panaqolus gnomus - (Schaefer & Stewart, 1993)
- Panaqolus maccus - (Schaefer & Stewart, 1993)
- Panaqolus nocturnus - (Schaefer & Stewart, 1993)
- Panaqolus purusiensis' - (La Monte, 1953)

### L-numbers
Les L-numbers permettent de recenser des espèces, ou des variétés, de loricariidae, importés pour le hobby aquariophile, et n'ayant pas encore reçu de description scientifique, et donc de nom.
Certains de ces animaux ont depuis fait l'objet d'une description, et ont pu être rattachés à une espèce valide, ou établis en tant que nouvelle espèce. La plupart du temps, cependant, on a conservé le L-number, par convention.
- L002 Panaque sp
- L027 Panaque sp cf nigrolineatus "Tocatins"
- L027 Panaque sp cf nigrolineatus "Tapajos"
- L027a Panaque sp cf nigrolineatus
- L027b Panaque sp cf nigrolineatus
- L027c Panaque sp cf nigrolineatus "Xingu"
- L074 Panaque sp
- L090 Panaque bathyphilus
- L104 Panaqolus maccus
- L105 Panaque sp
- L162 Panaqolus maccus
- L169 Panaque sp
- L190 Panaque nigrolineatus
- L191 Panaque sp
- L203 Panaque sp
- L204 Panaque sp
- L206 Panaque sp
- L226 Panaque changae
- L271 Panaque sp
- L272 Panaque sp
- L296 Panaque sp
- L306 Panaque sp
- L329 Panaque sp
- L330 Panaque sp cf nigrolineatus
- L341 Panaque sp
- L351 Panaque sp
- L374 Panaque sp
- L395 Panaque sp
- L397 Panaque sp
- L398 Panaque sp
- L403 Panaque sp